# 仰钩虫属
仰钩虫属（学名：Bunostomum）也称仰口线虫属、仰口属、反刍兽虫属，为钩口线虫科的一个属。

## 下属物种
本属包括以下物种：
- 牛仰钩虫 Bunostomum phlebotomum (Railliet, 1900)
- 羊仰钩虫 Bunostomum trigonocephalum (Rudolphi, 1808)